# 한베평화재단
한베평화재단은 베트남 전쟁 당시 있었던 한국군의 민간인 학살에 대한 반성과 진상 규명, 사죄를 통해 대한민국과 베트남 사이의 평화를 이루고자 하는 민간 단체이다. 2016년 4월 27일 발족식에서 베트남 전쟁 민간 희생자를 기념하는 조형물인 베트남 피에타 상을 공개하고 이를 베트남에 건립하겠다는 취지를 밝힌 바 있다. 한베평화재단은 2016년 9월 19일 창립총회를 갖고 천주교 제주교구 주교인 강우일을 이사장으로 선임하였다.
주요 활동으로는 평화기행, 교육, 학술연구, 장학금, 기타 지원 사업 등이 있으며, 2018년에는 꽝남 성 민간인 학살 50주기를 맞아 캠페인을 벌이는 한편 다른 시민사회단체들과 함께 베트남전쟁 시기 한국군에 의한 민간인 학살 진상규명을 위한 시민평화법정을 개최하였다.

## 배경

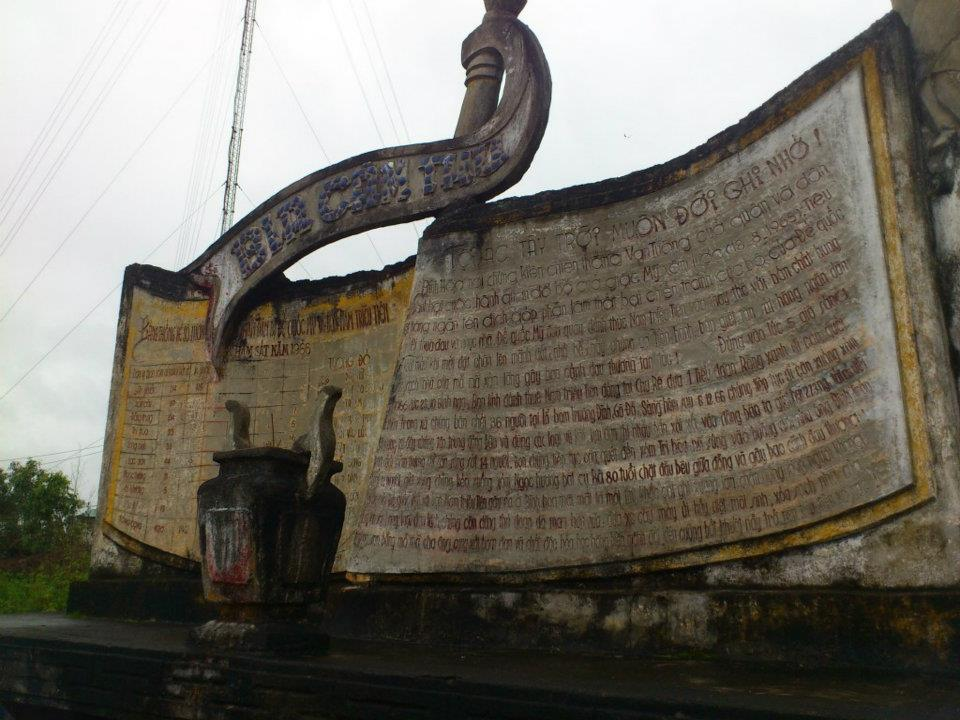
빈호아 학살 현장에 세워진 한국군 증오비

1999년 당시 베트남에서 유학 중이던 구수정은 《한겨레21》의 통신원으로 베트남 전쟁 당시 한국군에 의한 민간인 학살을 폭로하였다. 《한겨레21》은 이 폭로가 있은 뒤 연이은 기획 연재를 통해 베트남에서 있었던 민간인 학살을 보도하였고, "미안해요 베트남" 캠페인을 벌였다. 학살 폭로와 캠페인은 한국 사회에 큰 영향을 주었으며 여러 시민사회단체가 연대하여 대응을 시작하였다. 베트남에서 한국군에 의해 학살된 희생자 수는 최소 9천 명 이상으로 추정되고 있다.
1999년 12월 베트남전 당시 파월 한국군의 학살에 대한 토론회가 개최되는 한편, 이듬해인 2000년 14개의 단체가 모여‘베트남전 양민학살 진상규명 대책위원회’를 구성하였다. 대책위원회는 곧이어 이름을 ‘베트남전 민간인 학살 진실위원회’로 바꾸었고, 다시 이름을 ‘베트남전 진실위원회’로 바꾸어 이를 바탕으로 오랫 동안 베트남 전쟁 당시 민간인 학살 진실 규명과 사죄를 위한 시민단체의 활동이 이어졌다. 일제 시기 이른바 위안부를 강요당한 문명금, 김옥주가 선뜻 7천만원을 모아 기금을 마련하여 위원회에 전달하기도 하였다.
베트남전 진실위원회는 2003년 평화박물관건립추진위원회로 전환하고 2006년 사단법인으로 등록하여 관련 활동을 계속하여 왔으나 2015년 말을 기점으로 이렇다할 활동을 하지 못하였고 2016년 5월 이사회의 전횡과 상근활동가의 부당해고 논란이 일어났다.
베트남전 진실위원회 이후 이 활동에 계속 참여하여 왔던 사람들은 지속적인 베트남 평화 운동을 위해 새로운 단체를 설립하기로 하고 가칭 한-베평화재단 설립준비위원회(추진위원장 노화욱)를 발족하였다.

## 설립
한베평화재단은 2015년 준비위원회가 발족하여 2016년 4월 27일 발족식을 갖고, 9월 19일 창립 총회를 열었다. 초대 이사장에는 천주교 제주교구의 강우일 주교가 선임되었고 이 외에 구수정, 고경태, 노화욱, 명진 등의 인사가 참여하고 있다.

## 활동
- 평화기행: 한베평화재단은 수시로 평화기행단을 모집하여 베트남 현지를 순례하고 있다.[18]

- 추모사업: 한베평화재단은 후원금을 모아 민간인 학학 추도 제사를 지원하는 사업을 하고 있으며 현지에 위령비를 세우려고 하고 있다.[19] 2017년 4월 제주 강정평화센터에 베트남 피에타를 설립하였다.[20]

- 진실규명: 한베평화재단은 2018년 꽝남 성 민간인 학살 50주기를 맞이하여 꽝남 성 민간인 학살 지도를 만들어 공개하였고[21][22], 2018년 4월 베트남전쟁 시기 한국군에 의한 민간인 학살 진상규명을 위한 시민평화법정을 개최하였다.[6] 시민평화법정에는 민족문제연구소, 민주사회를위한변호사모임, 민주주의법학연구회를 비롯하여 24 개 단체가 참여하고 있다.[23]

- 지원사업: 한베평화재단은 피해자 및 피해지역 추도사업과 지원사업을 통해 전쟁의 상처와 고통을 보듬고 치유하는 다양한 활동을 펼치고 있다.[24][25]

## 같이 보기
- 고자이 양민 학살 사건
- 빈호아 학살
- 퐁니·퐁넛 마을 학살 사건
- 하미 마을 학살 사건